# Knottengrund
Der Knottengrund gehört zum Stadtteil Neumühle/Elster der Stadt Greiz im Landkreis Greiz in Thüringen.

## Lage
Der Knottengrund liegt im Tal der Weißen Elster und zieht sich von Nordwesten nach Südosten am rechten Hang entlang. Im südlichen Siedlungsgebiet wird das Tal durch den Krebs- und den Schlötenbach aufgeweitet. Neumühle befindet sich westlich auf der gegenüberliegenden Elsterseite, der Ortsteil Grüne Eiche östlich. Greiz liegt 7 Kilometer im Süden. Der Ort ist in einem Ausläufer des Greiz-Werdauer-Waldes lokalisiert.

## Geschichte
Im Gebiet des Knottengrundes wurde um 1200 als erstes Gebäude des heutigen Stadtteils die Knottenmühle erbaut. Diese wurde um 1924 zum jetzigen Zustand umgebaut und war bis zur Mitte des 20. Jahrhunderts im Betrieb.
Im Knottengrund entstanden in Zusammenhang mit der Ernennung Neumühles zum Luftkurort zahlreiche Villen, die an Gäste vermietet wurden. Ab 1960 wurden
in der Waltersdorfer Straße und im Gartenweg nordwestlich der bestehenden Siedlung zahlreiche Einfamilienhäuser errichtet. Heute sind im Knottengrund einige Einrichtung des öffentlichen Lebens wie das Feuerwehrhaus, der Kindergarten und bis zuletzt die Gemeindeverwaltung lokalisiert.
1892 wurde der „Gesangsverein Knottengrund“ gegründet. Dieser trat später dem Reußischen Sängerbund bei und wurde 1934 ein Teil des Deutschen Sängerbundes. Um 1958 wurde der Gesangsverein aufgelöst.
Ursprünglich gehörte das Gebiet hauptsächlich zur Gemeinde Waltersdorf. Mit der Bildung der Gemeinde Neumühle/Elster am 1. Januar 1960 wurde der Knottengrund ein Ortsteil derselben. Am 31. Dezember 2019 wurde die Gemeinde Neumühle/Elster mit allen Siedlungen nach Greiz eingemeindet.

## Verkehr
Im Knottengrund trifft die L 2344 von Greiz auf die L 1085 von Langenwetzendorf und der Bundesstraße 92 nach Teichwolframsdorf. Von letzterer zweigt im Siedlungsgebiet die Kreisstraße 209 nach Berga/Elster zur Bundesstraße 175 ab. Die Bahnstrecke Gera Süd–Weischlitz verläuft auf der gegenüberliegenden Flussseite.
Die PRG Greiz bedient die Haltestelle Neumühle, Knottengrund mit den Linien 20 und 21.
Im Ortsgebiet liegt auf der L 2344 eine bekannte Engstelle, die bereits seit längerer Zeit behoben werden sollte. Die Straße wird dort auf der einen Seite durch Häuser, auf der anderen Seite durch einen Felsen begrenzt. Mit staatlichen Fördermitteln im Zuge der Gemeindefusion mit Greiz soll dieser Abschnitt ausgebaut und mit einem Fußweg versehen werden.